# Tha Eastsidaz
Tha Eastsidaz var en hiphop-grupp bestående av  Snoop Dogg, Tray Deee, och Goldie Loc. Gruppen startades år 2000 och skrev kontrakt med Snoop Doggs skivbolag Doggystyle Records. De släppte samma år sitt första album - Snoop Dogg Presents Tha Eastsidaz. Albumet blev en stor hit och sålde platina. Gruppen gästade också på Snoop Doggs hitsingel "Lay Low" från albumet Tha Last Meal. Nästa år släppte de deras andra album - Duces 'n Trayz: The Old Fashioned Way. Albumet fick hyfsad kritik, men sålde inte lika bra som det förra utan bara guld. 
Gruppen splittrades för att Snoop Dogg under inspelningen av deras andra album lämnade gruppen, och för att Tray Deee fick ett fängelsestraff på 12 år för försök till mord. Men år 2005 återförenades Goldie Loc och Snoop Dogg till Tha Eastsidaz. De släppte albumet IV Life Records & Tha Eastsidaz: Deuces, Tray's and Fo's.

## Diskografi

### Album
| År   | Titel                                 | Sålt    |
| ---- | ------------------------------------- | ------- |
| 2000 | Snoop Dogg Presents Tha Eastsidaz     | Platina |
| 2001 | Duces 'n Trayz: The Old Fashioned Way | Guld    |

## Nomineringar
De blev år 2000 nominerade och dessutom vann i kategorin "New Artist of the Year, Group" på Source Awards.